# Mesoleius alekhinoi
Mesoleius alekhinoi là một loài tò vò trong họ Ichneumonidae.